# Carlo Gaudenzio Madruzzo
Carlo Gaudenzio Madruzzo (ur. w 1562 w Issogne, zm. 14 sierpnia 1629 w Rzymie) – włoski kardynał.

## Życiorys
Urodził się w 1562 roku w Issogne, jako syn Giovanniego Federica Madruzzo i Isabelli di Challant. Studiował w Pawii, gdzie uzyskał doktorat uroque iure. Był kanonikiem kapituły w Trydencie i Augsburgu, a także uczestniczył w sejmach Rzeszy w Augsburgu i Ratyzbonie. 23 października 1595 roku został wybrany tytularnym arcybiskupem Izmiru i biskupem koadiutorem Trydentu, a 11 lutego następnego roku przyjął sakrę. W 1600 roku zsukcedował diecezję. 9 czerwca 1604 roku został kreowany kardynałem prezbiterem i otrzymał kościół tytularny San Tommaso in Parione. Od 1620 roku przebywał w Rzymie, a diecezją trydencką zarządzał biskup koadiutor Carlo Emmanule Madruzzo. 16 września 1626 roku został podniesiony do rangi kardynała biskupa i otrzymał diecezję suburbikarną Sabina. Zmarł 14 sierpnia 1629 roku w Rzymie.